# René Robert Cavelier de La Salle

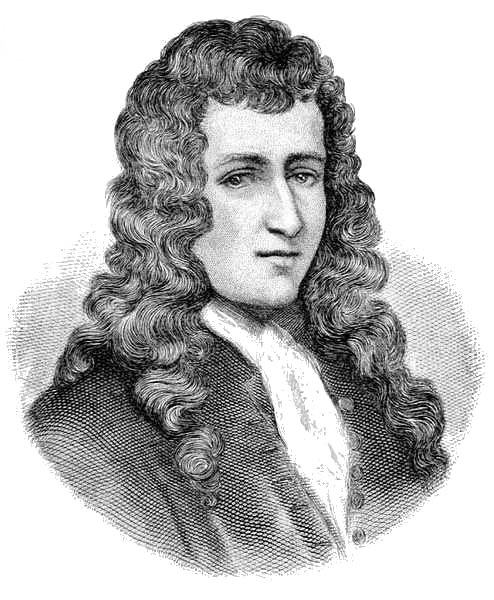
René Robert Cavelier, Sieur de La Salle

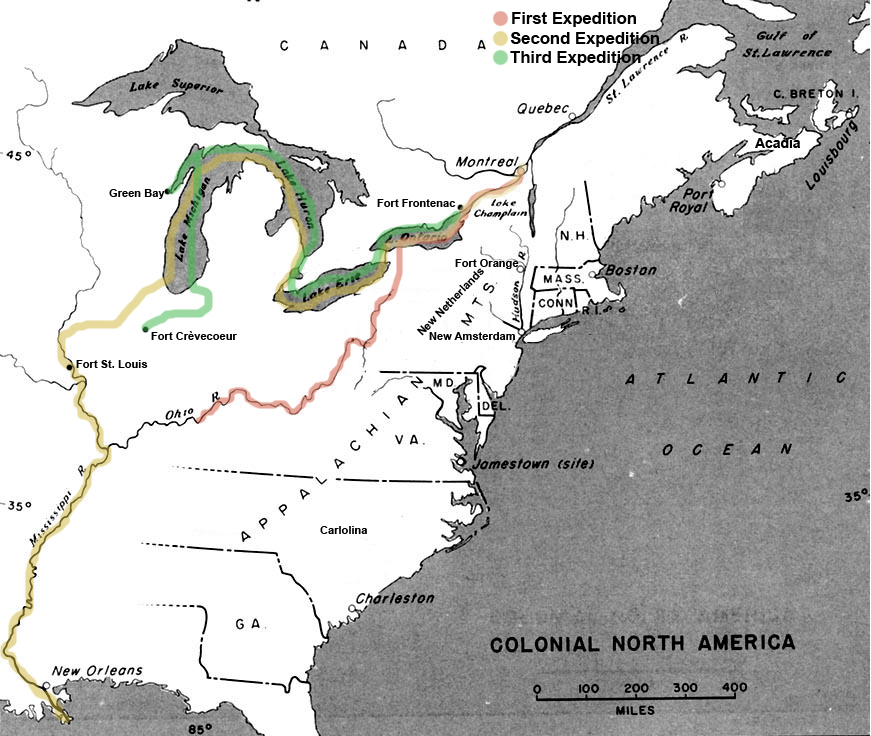
De drie expedities

René Robert Cavelier, heer van La Salle (Rouen (Frankrijk), 22 november 1643 (datum doop) - Huntsville (Texas), 19 maart 1687) was een Franse handelaar, ontdekkingsreiziger en kolonisator. In 1667 trok hij vanuit Frankrijk naar Canada (Montreal), en korte tijd later begon hij actief te worden in de bonthandel.

## Eerste reis: Ohio
In 1669-1671 maakte La Salle zijn eerste ontdekkingsreis. Hij reisde door het land ten zuiden van het Ontariomeer en het Eriemeer, en ontdekte op deze reis mogelijk de rivier de Ohio. In 1674 stichtte hij Fort Frontenac (bij het huidige Kingston), en daarna ging hij naar Frankrijk om steun te krijgen voor zijn plannen het Franse gebied in Canada uit te breiden. Naast een toestemming tot bonthandel en het recht forten te stichten, kreeg hij ook een adellijke titel.

## Tweede reis: Mississippi
In 1678 keerde La Salle terug naar Fort Frontenac, en zond Dominique de la Motte de Luciere en Louis Hennepin uit om een tweede fort te bouwen, dit werd Fort Conti, aan de Niagara nabij het huidige Buffalo. Hijzelf bezocht Fort Conti ook, en na een terugkeer naar Fort Frontenac om verloren voorraden aan te vullen, toen voer hij door naar het Michiganmeer. Dit was de eerste keer dat een Europees schip op de Grote Meren voer. Het schip keerde terug naar Quebec met een lading bont, doch ging verloren op de reis terug naar het Michiganmeer. De naam van het schip is de Griffon. Er is niet precies bekend waar het gezonken is. La Salle en zijn mannen staken over naar de Illinois in december 1679, en stichtten daar (1 januari 1680) Fort Crevecoeur tegenover het huidige Peoria. Henri de Tonty bleef achter in Fort Crevecoeur, terwijl Hennepin vooruit werd gestuurd om de Mississippi te verkennen. La Salle zelf keerde terug naar Montreal over land.
Bij zijn terugkeer naar de Illinois, ontdekte La Salle dat Fort Crevecoeur vernietigd was. Tonty's manschappen waren gaan muiten, en hijzelf was door de Iroquoi gevangengenomen. Tonty wist echter te ontsnappen, en later zagen ze elkaar alsnog terug.
In februari 1682 daalde La Salle de Illinois af naar de Mississippi. Hij zakte de rivier af, en stichtte Fort Prudhomme nabij het huidige Memphis (Tennessee). Hij maakte contact met de Indianen langs de rivier, en op 7 april 1682 bereikte hij de kust. Hij nam het gehele stroomgebied van de Mississippi in bezit voor Frankrijk onder de naam Louisiana. Hij voer de Mississippi en Illinois weer op, stichtte een nieuw fort, en keerde terug naar Frankrijk.
Tot op de dag van vandaag is niet bekend waar het schip de Griffon is gezonken. Het scheepswrak is nooit gevonden. Er wordt nog steeds onderzoek naar gedaan. Er zijn twee theorieën over waarom het schip is gezonken. De een verklaart dat het is gezonken toen het begon te stormen, terwijl volgens de andere er een bemanningslid is geweest die het schip heeft laten zinken. Geen van beide theorieën is ooit bewezen.

## Derde reis: Texas
La Salle had het plan opgevat om een kolonie te stichten aan de Beneden-Mississippi, en kreeg daarvoor een koninklijke opdracht. In 1684 reisde hij met drie schepen naar de Mississippi. De positie van de Mississippi was echter niet goed bekend, en La Salle schatte de monding te ver naar het westen. Hij landde dan ook in Texas ten westen van de Mississippi (waarschijnlijk bij de mond van de Sabine), en zocht daar naar een 'grote rivier'. Toen hij die meende gevonden te hebben, was hij in werkelijkheid bij Matagorda Bay, en daar werden de soldaten en kolonisten dan ook geland.
Een fort, Fort Saint-Louis, werd gesticht, hoewel het inmiddels al duidelijk was dat er zich op die plaats geen rivier bevond. La Salle maakte twee reizen oostwaarts, in 1685 en 1686. Op dat moment waren nog slechts 45 van de 180 kolonisten in leven. In januari 1687 trok La Salle met een groep van 16 man noordwaarts, in de hoop de Illinois over land te bereiken. Nabij het huidige Dallas werd La Salle vermoord door zijn eigen mannen.
Henri Joutel nam het commando over, en leidde de groep terug naar Matagorda Bay, waarna hij met 6 man noordoostwaarts vertrok, en uiteindelijk aan de Arkansas een post, gesticht door Tonty, bereikte, en vandaaruit per boot naar de Illinois doorreisde. In het fort brak een pokkenepidemie uit, en men besloot dat men de hulp van de lokale Indianen nodig had. Toen deze echter het fort werden binnengelaten, werden de meeste mannen gedood, en de vrouwen en kinderen meegevoerd. 
De Spanjaarden waren intussen gealarmeerd door het nieuws van de Franse nederzetting en stuurden een expeditie om het Franse fort te lokaliseren. Generaal Alonso de León vond in 1689 het fort volledig vernietigd. Er werden drie lijken van Fransen gevonden en begraven, en de resten van het fort werden in brand gestoken.